# Samuel Johnson (schrijver)

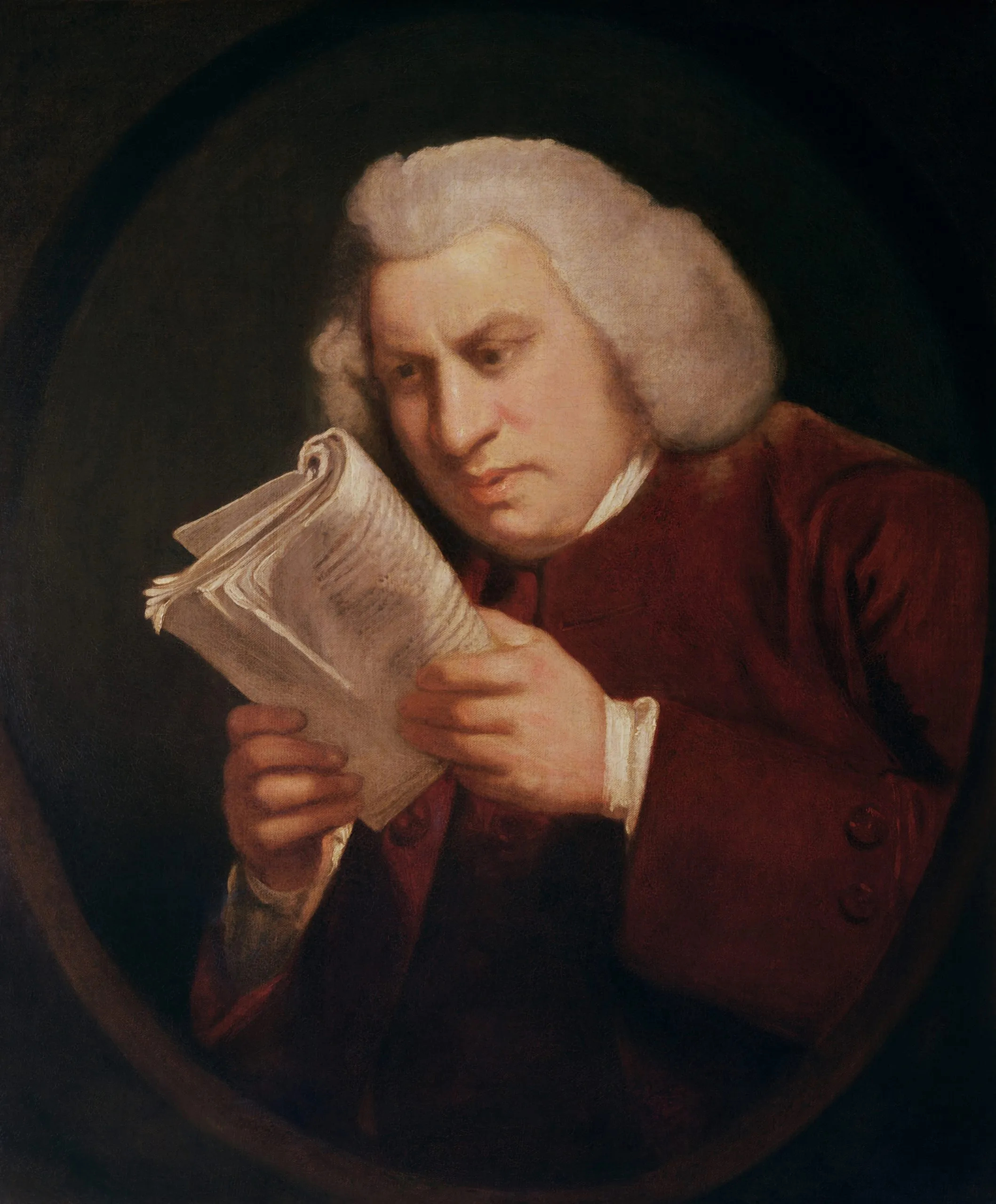
"Blikkende Sam" portret door Joshua Reynolds, c. 1775

Samuel Johnson (Lichfield, 18 september 1709 – Londen, 13 december 1784) meestal Dr. Johnson genoemd, was een Engelse lexicograaf, dichter, essayist en literatuurcriticus. Johnson was in zijn tijd een van de belangrijkste figuren van het Londense literaire en intellectuele milieu. Hij was een harde werker, die constant klaagde over zijn luiheid, een sociaal bewogen mens, die gebukt ging onder een enorm schuldgevoel en een zwaarmoedige theedrinker. Hij was extreem dwangmatig en had last van zijn obsessieve-compulsieve stoornis en tics. Hij zou in moderne tijden waarschijnlijk met het syndroom van Gilles de la Tourette zijn gediagnosticeerd.

## Levensloop
Johnson was de zoon van een boekverkoper, in zijn jeugd nogal ziekelijk. Hij deed niets liever dan lezen. Toen hij negentien was, ging hij in Oxford studeren. Johnson liep de eerste week nauwelijks college, maar zat boeken te lezen in zijn kamertje boven de poort. Samuel gaf de studie na anderhalf jaar op wegens geldgebrek en reisde terug naar zijn geboortestad, waar zijn vader op sterven lag. Later, op 23 maart 1775, ontving Johnson een eredoctoraat aan de Universiteit van Oxford.
Een carrière in Lichfield als boekverkoper zag hij niet zitten; terwijl ook zijn publicaties in de plaatselijke courant niet aansloegen. Zijn leven veranderde toen hij een twintig jaar oudere weduwe, Elisabeth Porter trouwde. Johnson richtte een school op en David Garrick was een van zijn (weinige) leerlingen. In 1737 verhuisden alle drie naar Londen.

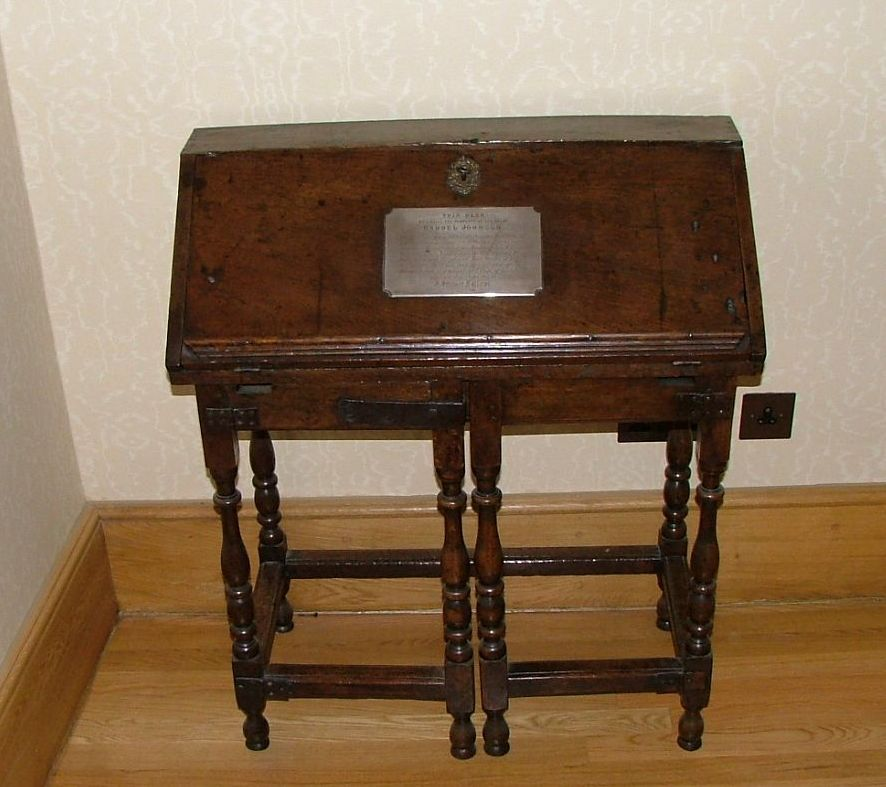
Het bureau van Samuel Johnson in Pembroke College

Johnson was een soort zoekmachine avant la lettre en kende grote delen van de Engelse literatuur en schrijvers uit zijn hoofd. Een Londense boekhandelaar verstrekte hem de opdracht een woordenboek samen te stellen. Johnson kreeg een contract voor drie jaar, huurde een grote woning en nam zes amanuenses in dienst. Nadat hij het eerste deel af had, kwam hij tot het inzicht dat de opzet iets anders had moeten zijn. Johnson weigerde de rest op te sturen naar de uitgever, die daarop dreigde zijn huis te bestormen. Johnson raakte in een depressie en heeft zijn assistenten ontslagen. Zijn ziekelijke vrouw Tetty overleed in 1752. Naar het schijnt was ze elke dag dronken, snoof opium en las romannetjes in bed. Omdat het tijdschrift The Rambler niet aansloeg, stortte Johnson zich opnieuw op het woordenboekproject, dit keer met behulp van slechts twee klerken. De uitgave van A Dictionary of the English Language verscheen in 1755; er werden 2.000 exemplaren gedrukt. Johnson ging nog jaren door met het reviseren van zijn werk. Zijn huis aan Gough Square is tegenwoordig een klein museum.
In zijn chaotische huishouding vonden allerlei lieden, die door het leven beschadigd waren, onderdak, zoals een blinde dichteres. Johnson was tevens een toegewijd dierenvriend, die zijn kat op oesters trakteerde. Zijn filosofische roman, The History of Rasselas, Prince of Abyssinia, geïnspireerd op Candide, geschreven door Voltaire, is in een week tijd geschreven om de begrafenis van zijn moeder te kunnen betalen. In 1764 richtte Boswell The literary club op, lid waren Edmund Burke, Joshua Reynolds en Charles Fox. Toen Johnson een faillissement nabij was, kreeg hij van koning George III een pensioen uitgekeerd.
Johnson was een overtuigd Tory en diep gelovig, maar liet de dogma's van het geloof nooit prevaleren boven zijn schrandere, wetenschappelijk onderbouwde observaties. Johnson was op latere leeftijd slechtziend en trok in bij zijn vrienden, Henry en Hester Thrale. Zijn zwarte, Jamaicaanse bediende Francis Barber erfde bij Johnsons dood £ 700 en de trouwring van zijn vrouw.

## Werken

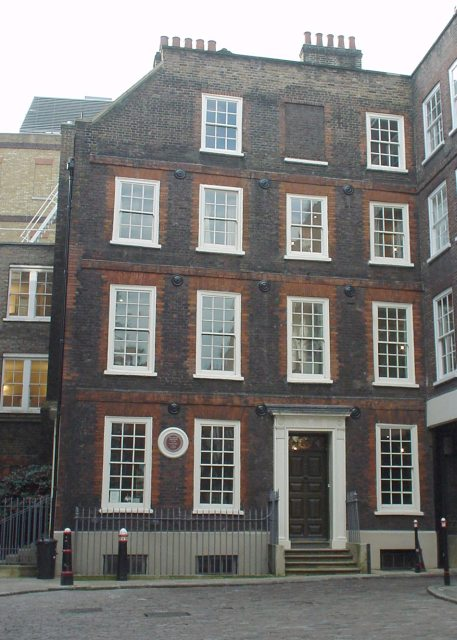
17, Gough Square; het woonhuis van dr Johnson

Johnson schreef een aantal lange gedichten, essays en boeken, de meeste van nogal morele, stichtelijke strekking. Ze worden dan ook niet of nauwelijks meer gelezen. Johnson heeft zich echter vooral onsterfelijke roem verworven, omdat James Boswell, een jongere, maar na hun eerste ontmoeting in 1763 verder levenslange vriend, in 1791 een biografie over hem publiceerde The Life of Samuel Johnson, waarin zijn vlijmscherpe geest en briljante aforismen bewaard zijn gebleven. Samen maakten ze in 1773 een reis naar de westelijke eilanden van Schotland. Beide mannen publiceerden een verslag. Johnson hield van conversatie en goed eten en drinken, en een belangrijk deel van Boswells biografie is gevuld met de tafelgesprekken die Johnson hield met andere vooraanstaande intellectuelen en kunstenaars van zijn tijd.
In ieder Engels citatenwoordenboek heeft Johnson een aanzienlijk hoofdstuk voor zichzelf. Een bekend maar weinig vrouwvriendelijk citaat: A woman's preaching is like a dog walking on his hind legs. It is not done well, but you are surprised to find it done at all. (Een prekende vrouw is als een hond die op zijn achterpoten loopt. Het gaat niet goed, maar je bent verrast dat het überhaupt gaat). Hij definieerde zijn eigen vak, lexicograaf, in zijn eigen woordenboek als a harmless drudge, een ongevaarlijke ploeteraar. Definities voor Port, bankbiljet en blond ontbreken. Bijna 1.700 definities zijn overgenomen in het Oxford woordenboek.

## Prijs
In 1999 heeft de BBC een boekenprijs naar hem vernoemd, The BBC Samuel Johnson Prize for Non-Fiction, een van de meest prestigieuze prijzen van het Verenigd Koninkrijk. Aan de prijs is een bedrag van £ 20.000 verbonden en wordt toegekend aan een boek over actualiteit, geschiedenis, politiek, sport, reizen, natuurwetenschappen of letteren, of een biografie of autobiografie. In 2011 viel deze eer te beurt aan een Nederlander, Frank Dikötter, voor zijn boek Mao's Great Famine. In 2015 werd de naam The BBC Samuel Johnson Prize for Non-Fiction vervangen door The Baillie Gifford Prize.

## Beroemde uitspraak over London
Op 20 September 1777 had Johnson een gesprek met zijn vriend Boswell die in Schotland woonde. Boswell bezocht London slechts occasioneel. Boswell vroeg zich af of zijn genegenheid voor Londen zou afnemen als hij ervoor zou kiezen om daar te gaan wonen. Johnson repliceerde hier op met de volgende woorden: “Why, Sir, you find no man, at all intellectual, who is willing to leave London. No, Sir, when a man is tired of London, he is tired of life. For there is in London all that life can afford."

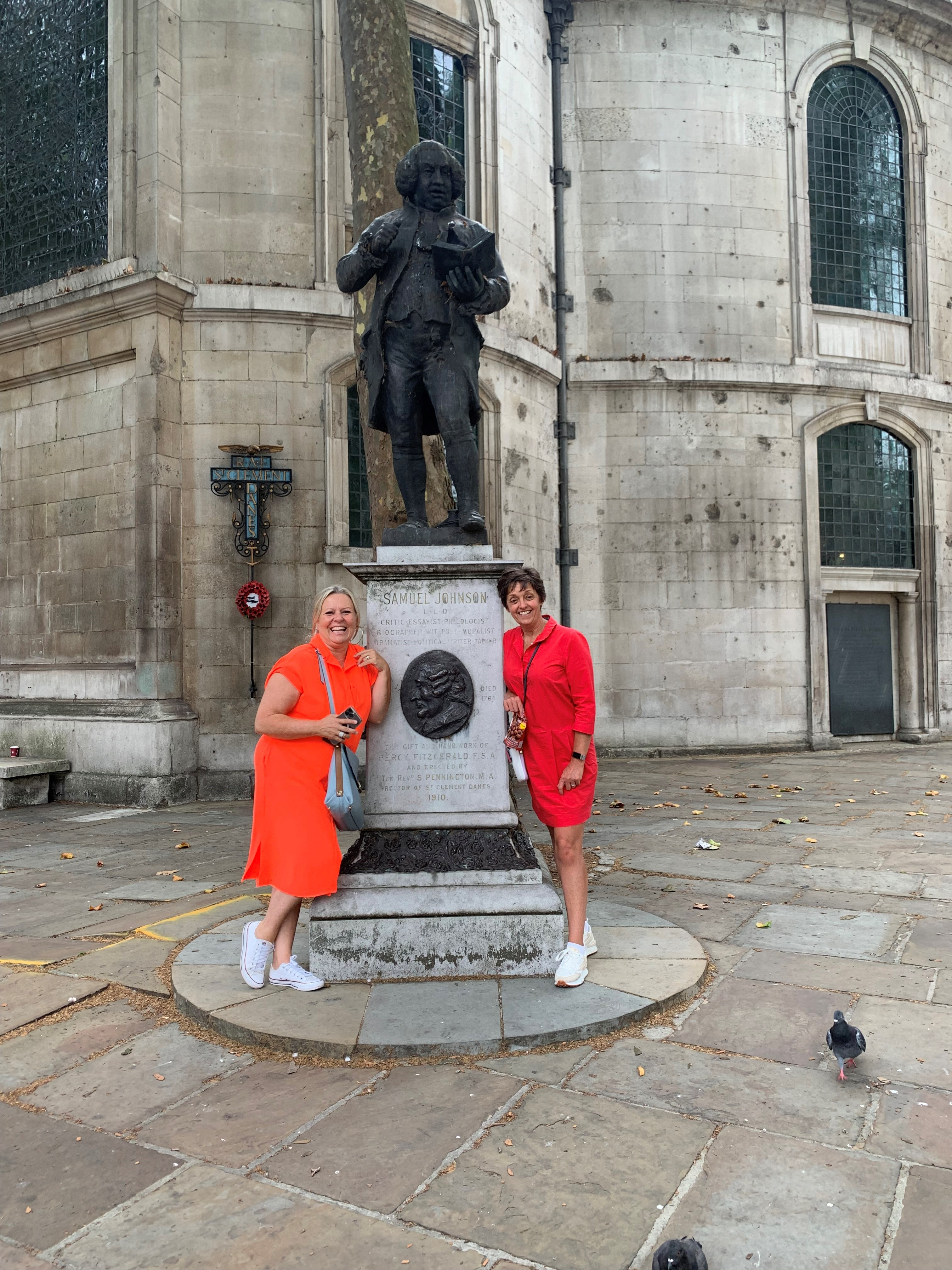
Standbeeld van Samuel Johnson in Londen

Sindsdien zijn deze woorden van Johnson gemeengoed geworden als duiding wat voor een geweldige stad Londen is. Als iemand twijfelt aan de grootsheid van Londen luidt het verdict dat gebaseerd is op deze uitspraak van Johnson ‘When a man is tired of London, he is tired of life.’
- Bibsys: 90065952
- Biblioteca Nacional de Chile: 000079200
- Biblioteca Nacional de España: XX1039065
- Bibliothèque nationale de France: cb12035041v (data)
- Catàleg d'autoritats de noms i títols de Catalunya: 981058512895506706
- CiNii: DA00803901
- Digitale Bibliotheek voor de Nederlandse Letteren: john001
- Gemeinsame Normdatei: 118558161
- International Standard Name Identifier: 0000 0001 2119 3137
- Library of Congress Control Number: n78095825
- Nationale Bibliotheek van Letland: 000042082
- MusicBrainz: ba7df019-58d4-45b6-8454-fb8f0e9d71ed
- Bibliotheek van het Japanse parlement: 00444804
- Nationale Bibliotheek van Tsjechië: mzk2010580932
- Nationale bibliotheek van Australië: 35249747
- Nationale Bibliotheek van Israël: 987007263543805171
- Nationale Bibliotheek van Polen: a0000001181626
- Nationale en Universitaire bibliotheek Zagreb: 000051719
- Nederlandse Thesaurus van Auteursnamen: 068463960
- Istituto Centrale per il Catalogo Unico: CFIV000951
- LIBRIS: 191835
- SNAC: w6sb43r1
- Système universitaire de documentation: 028533380
- Trove: 881922
- Union List of Artist Names: 500251068
- Virtual International Authority File: 7406725
- WorldCat: E39PBJkdp8pdQp8pFhkxKT8DMP